# Norman Greenbaum
Norman Greenbaum (Malden, Massachusetts, 20 de novembro de 1942) é um cantor e compositor estadunidense. Formado em música pela Universidade de Boston, Greenbaum é mais conhecido por sua canção "Spirit in the Sky", cujo compacto simples vendeu 2 milhões de cópias entre 1969 e 1970. A canção, uma combinação do som pesado de guitarra, batida de mãos e letras espirituais, foi um one hit wonder. Desde então, foi utilizada em vários filmes, comerciais e programas de televisão.
Em 1967, fez sucesso com a canção "The Eggplant That Ate Chicago", da banda Dr. West's Medicine Show and Junk Band, da qual fez parte de 1966 a 1968. Assim sendo, é um dos poucos artistas com mais de um one hit wonder. Após o sucesso de "Spirit in the Sky", teve um sucesso menor com a canção "Canned Ham", que atingiu a 26ª posição na lista dos compactos mais vendidos do Canadá e a 46ª posição na Billboard Hot 100. Em 1971, a canção "California Earthquake" foi sua última a entrar na Hot 100, na 93ª posição. Entre 1973 e 1974, Greenbaum interpretou com a banda Crossfire, que tinha Mitchell Froom e Gary Pihl como membros.
O grupo Doctor and the Medics conseguiu seu próprio one hit wonder com a versão que lançou de "Spirit in the Sky" em 1986. Em 2003, uma versão gravada por Gareth Gates e pelos integrantes do programa de televisão britânico The Kumars atingiu a 1ª posição na UK Singles Chart.
Greenbaum vive atualmente em Santa Rosa, Califórnia. Ele não se apresenta mais em público e sobrevive dos royalties de suas canções.

## Religiosidade
Apesar de "Spirit in the Sky" ser considerada um clássico do gênero música cristã, devido a suas referências a Jesus Cristo - como no verso "I've got a friend in Jesus" ("Eu tenho em Jesus um amigo") -, Greenbaum era, e ainda é, um judeu praticante. De acordo com ele, a inspiração para compor "Spirit in the Sky" veio das performances de canções religiosas de artistas de música country como Dolly Parton e Porter Wagoner que assistiu na televisão.